# Atena e Marsia

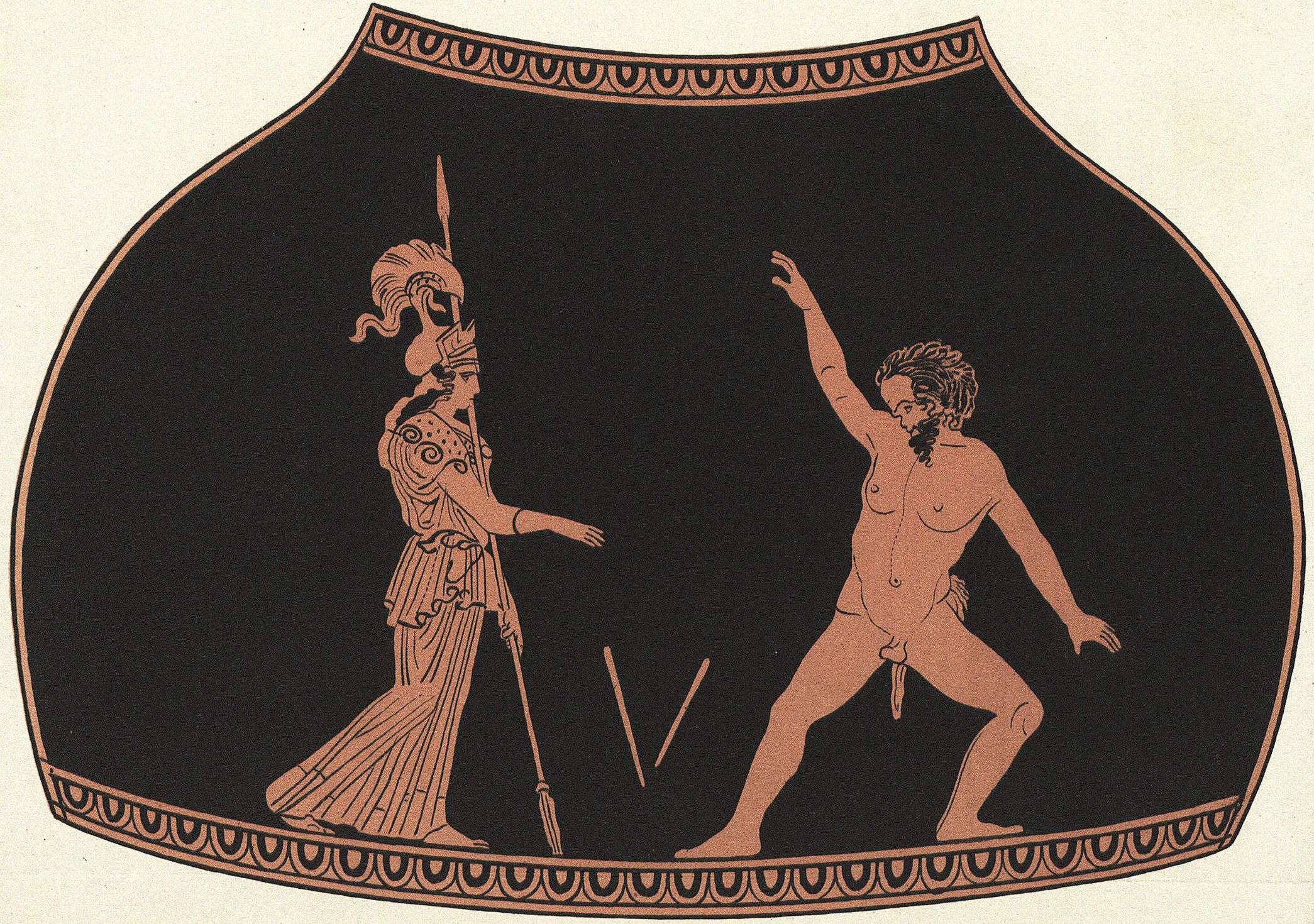
Rappresentazione su un vaso a figure rosse nei Musei Statali di Berlino

Atena e Marsia  è un gruppo statuario del 450 a.C. circa realizzato dallo scultore Mirone. È oggi noto solo da copie marmoree dell'epoca romana, tra cui la migliore è probabilmente quella conservata ai Musei Vaticani (149 cm di altezza per Atena, 156 cm per Marsia).

## Storia
L'opera originale, in bronzo, era collocata sull'acropoli di Atene.
Se ne conoscono varie copie, la migliore delle quali, per quanto frammentaria, resta quella vaticana. Un corpo della sola Atena, senza testa né braccia, è conservato al Louvre, una copia con la testa e con l'elmo al Museo del Prado, e una ben conservata, senza le braccia, alla Liebieghaus di Francoforte. 

## Descrizione e stile
Il gruppo mostra Atena che, dopo aver gettato in terra l'aulos che le gonfia volgarmente le guance nell'atto di suonarlo, si accorge di Marsia che lo ha visto e che (sollevando il braccio nella versione originaria) sta per impadronirsene. Lo scultore rese effetti di movimento bilanciando la posa instabile e aggressiva di Marsia con il veloce scatto di Atena: come nel frontone occidentale del tempio di Zeus a Olimpia è messo in scena il conflitto tra ragione e bestialità. 
Rispetto a opere anteriori, nella scultura di Mirone Atena non è più una serena protettrice (promachos, come nei frontoni di Egina), ma una fanciulla che partecipa pensosa all'azione.

## Altre immagini

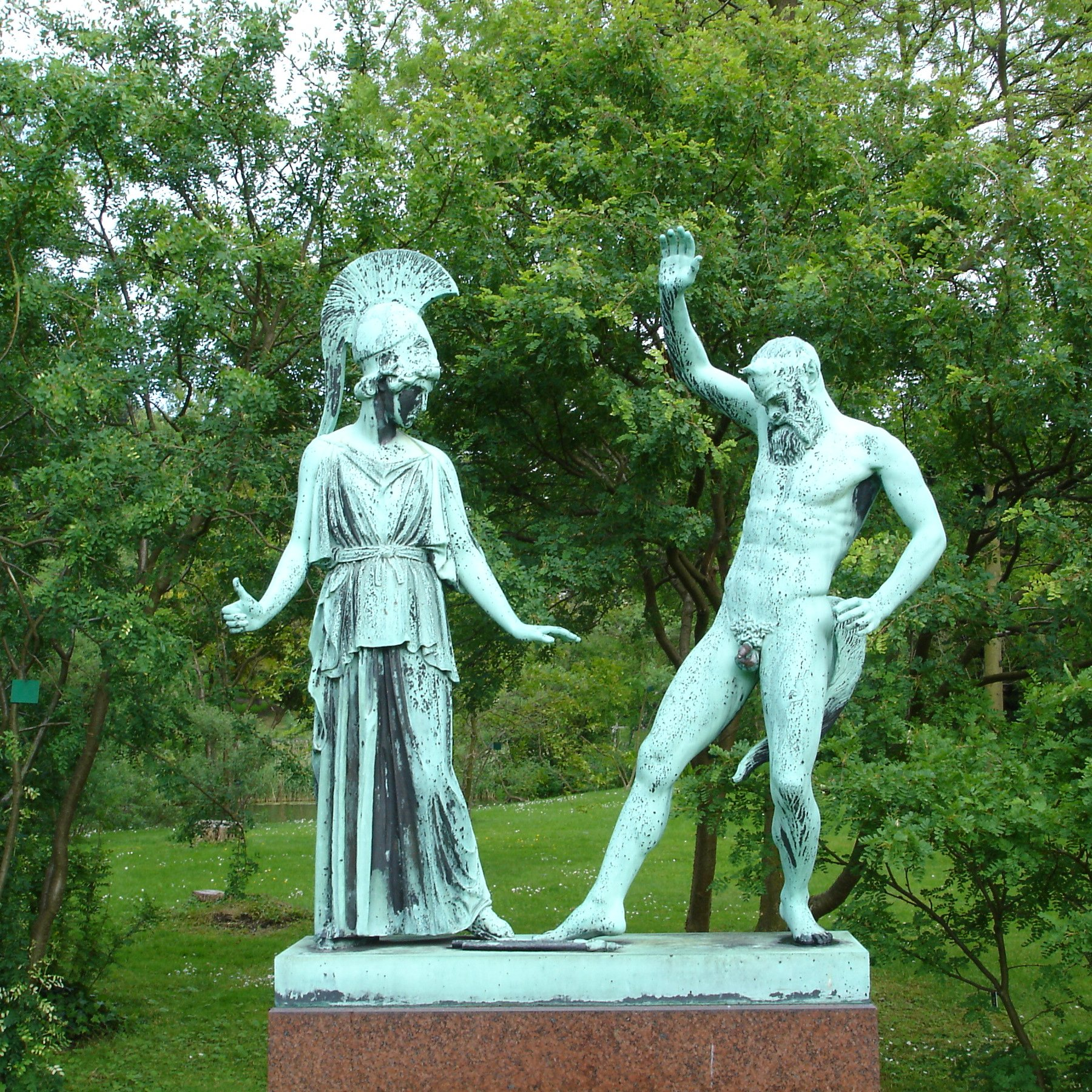
Ricostruzione moderna del gruppo, a Copenaghen
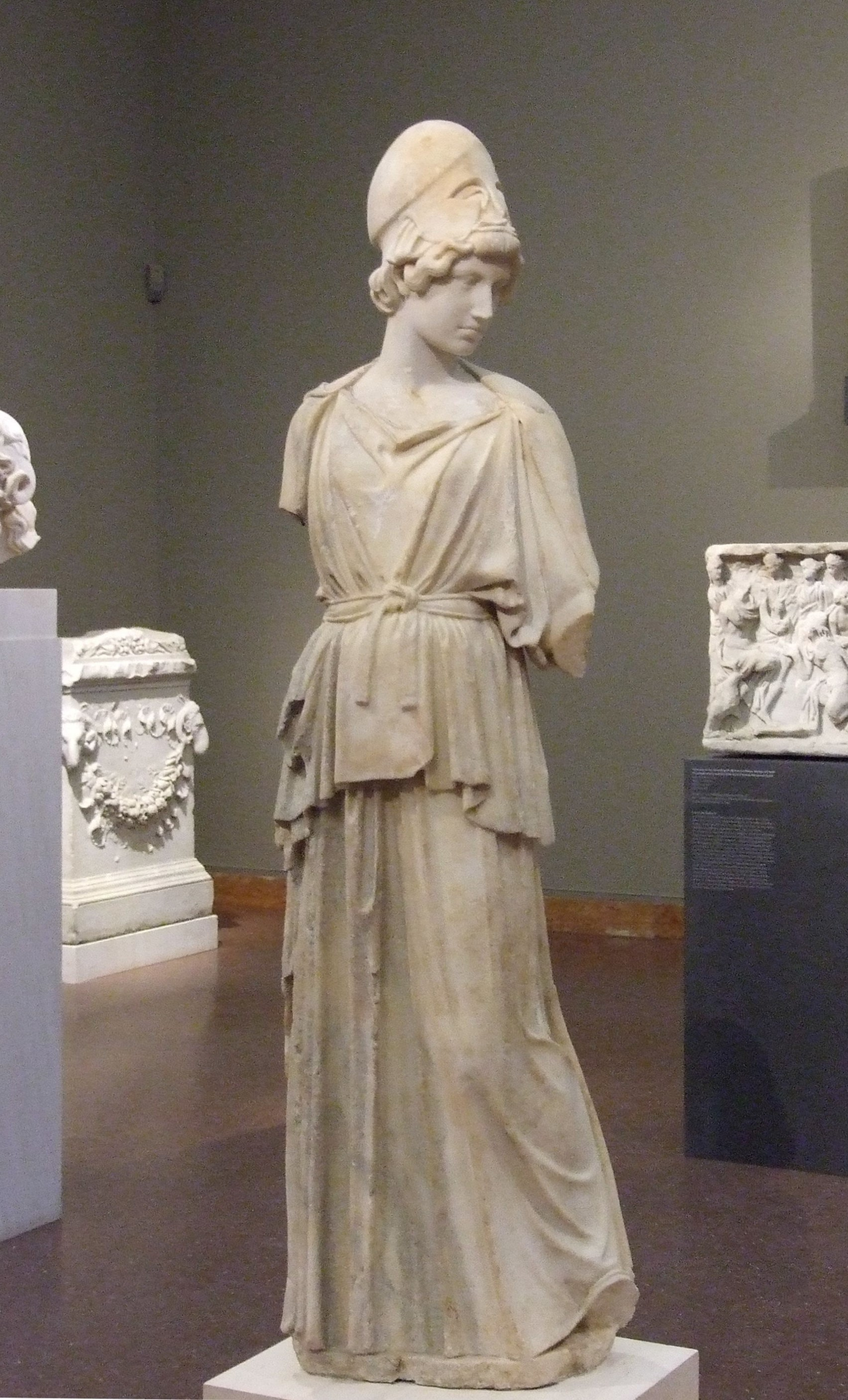
Atena di Francoforte
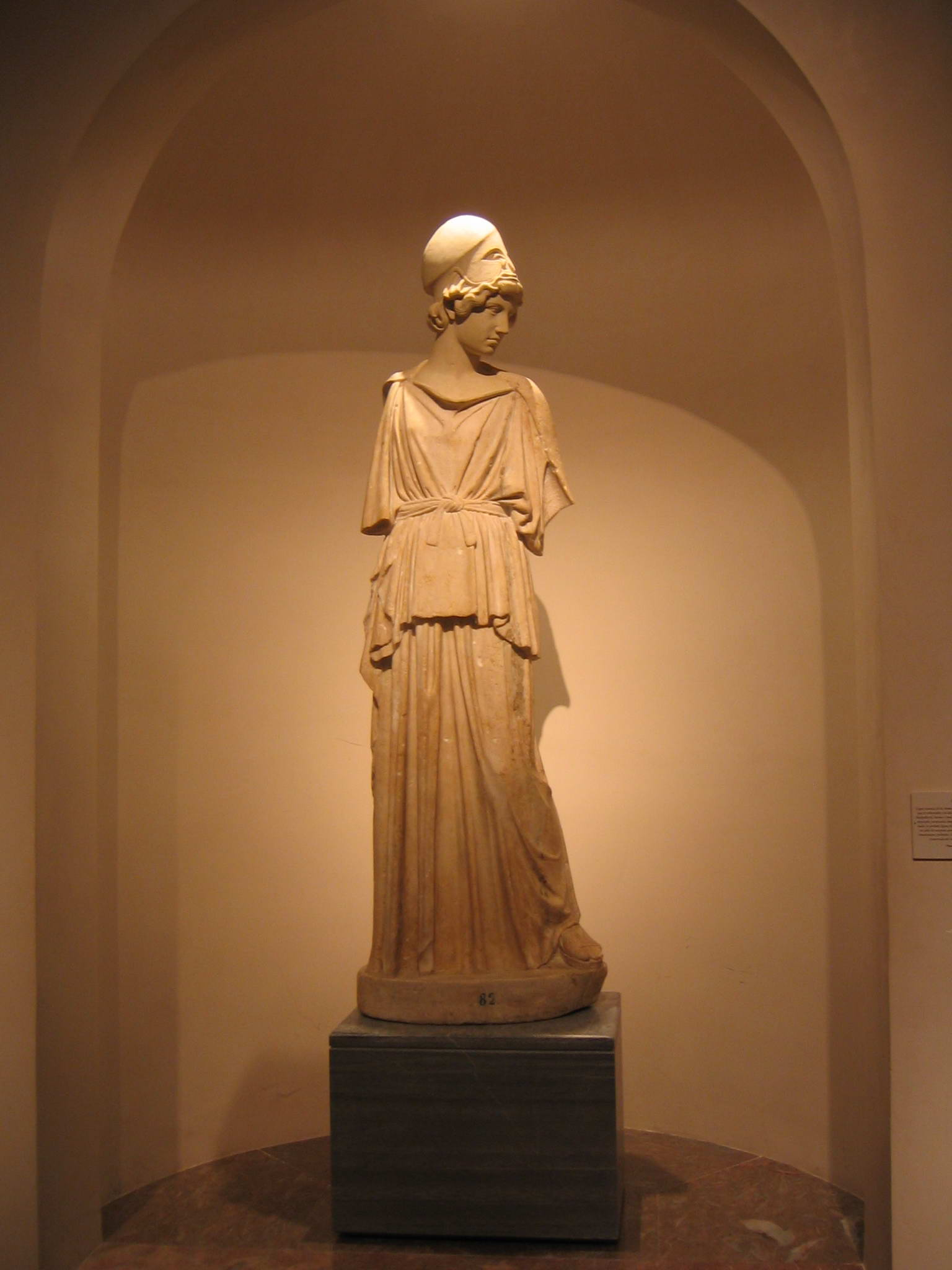
Atena del Prado
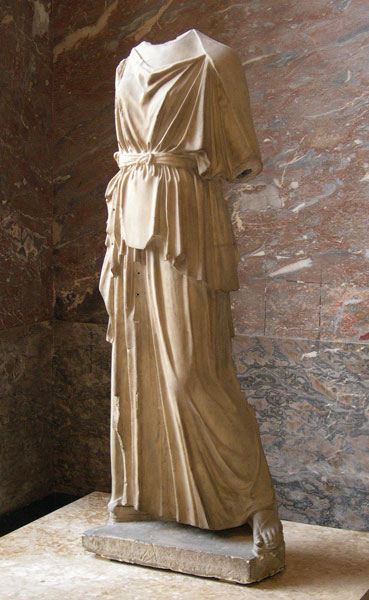
Atena del Louvre